# Bertrandita
La bertrandita és un mineral de la classe dels sorosilicats. Va ser descoberta l'any 1883 prop de Nantes, a la regió de Països del Loira (França), sent nomenada així en honor de Emile Bertrand, mineralogista francès.
Un sinònim poc usat és hessenbergita.

## Característiques químiques
És un silicat hidroxilat de beril·li. Té estructura molecular de sorosilicat amb anions addicionals hidroxils. A més dels elements de la seva fórmula, sol portar com a impureses: alumini, ferro i calci.
Segons la classificació de Nickel-Strunz, la bertrandita pertany a «09.BD: Estructures de sorosilicats (dímers); grups Si₂O₇, amb anions addicionals; cations en coordinació tetraèdrica [4] o major» juntament amb els següents minerals: hemimorfita, junitoïta, axinita-(Fe), axinita-(Mg), axinita-(Mn), tinzenita, vistepita, boralsilita i werdingita.

## Formació i jaciments
Es forma en granits i roques pegmatites associades al beril·li, i en cavitats miarolítiques de greisen; comunament com a mineral secundari per l'alteració del beril, més rarament com a mineral primari.
Sol trobar-se associat a altres minerals com: beril, fenacita, herderita, turmalina, moscovita, fluorita o quars.

## Usos
Alguns exemplars purs poden ser tallats i emprats com a gemmes en joieria.